# Universitas Bangka Belitung
Universitas Bangka Belitung – indonezyjski uniwersytet państwowy w prowincji Bangka Belitung. Został założony w 2006 roku.

## Wydziały
- Fakultas Ekonomi
- Fakultas Hukum
- Fakultas Ilmu Sosial dan Ilmu Politik
- Fakultas Pertanian, Perikanan, dan Biologi
- Fakultas Teknik

Źródło: .